# Diósd
Diósd, er en kommune med 6.307 indbyggere, beliggende i den sydvestlige del af Budapest i Ungarn.

## Venskabsbyer
- Alsbach-Hähnlein, Tyskland (1989)
- Ciesanow, Polen
- Brâncoveneşti (Marosvécs), Rumænien
- Capannoli, Italien

47°24′15″N 18°56′45″Ø / 47.4042°N 18.9458°Ø